# Joachim Hansen (MMA)
 (décembre 2020).
Si vous disposez d'ouvrages ou d'articles de référence ou si vous connaissez des sites web de qualité traitant du thème abordé ici, merci de compléter l'article en donnant les références utiles à sa vérifiabilité et en les liant à la section « Notes et références ».
Pour les articles homonymes, voir Joachim Hansen.
Joachim "Hell Boy" Hansen, né le 26 mai 1979, est un combattant professionnel norvégien de combat libre.
Il est le premier Norvégien à avoir remporté un titre de champion du monde dans le monde du combat libre, en Shooto.
Il est reconnu pour sa grande souplesse lors des phases au sol, pour ses coups de pied rapides et ses coups de genoux dévastateurs. Il est considéré comme l'un des meilleurs poids légers en MMA, et a remporté des victoires face à des adversaires de renom comme Takanori Gomi, Caol Uno, Gesias Calvancante, Shinya Aoki ou Yves Edwards.